# Reinhard Harrasser
Reinhard Harrasser (* 6. April 1967) ist ein italienischer Leichtathlet aus Südtirol.
Zunächst war er Mittelstreckenläufer und stellte die aktuellen Südtiroler Landesrekorde über 800 m (1:50,06 am 1. September 1999 in Rovereto) und 1500 m (3:45,4 am 4. August 1998 in Trient) auf.
Später wechselte er zum Langstreckenlauf und spezialisierte sich auf den Marathon. Gemeinsam mit Hermann Achmüller gewann er 2004 den Südtirol-Marathon in 2:19:26, und im selben Jahr gelang ihm ein Sieg beim München-Marathon. 2005 wiederholte er beim Südtirol-Marathon seinen Sieg.
Aus beruflichen und familiären Gründen absolviert er den größten Teil seines Trainings auf einem Laufband in seinem Keller.